# Ciudadela San Martín
 (août 2025).
La mise en forme du texte ne suit pas les recommandations de Wikipédia : il faut le « wikifier ».
Les points d'amélioration suivants sont les cas les plus fréquents. Le détail des points à revoir est peut-être précisé sur la page de discussion.
- Les titres sont pré-formatés par le logiciel. Ils ne sont ni en capitales, ni en gras.
- Le texte ne doit pas être écrit en capitales (les noms de famille non plus), ni en gras, ni en italique, ni en « petit »…
- Le gras n'est utilisé que pour surligner le titre de l'article dans l'introduction, une seule fois.
- L'italique est rarement utilisé : mots en langue étrangère, titres d'œuvres, noms de bateaux, etc.
- Les citations ne sont pas en italique mais en corps de texte normal. Elles sont entourées par des guillemets français : « et ».
- Les listes à puces sont à éviter, des paragraphes rédigés étant largement préférés. Les tableaux sont à réserver à la présentation de données structurées (résultats, etc.).
- Les appels de note de bas de page (petits chiffres en exposant, introduits par l'outil «  Source ») sont à placer entre la fin de phrase et le point final[comme ça].
- Les liens internes (vers d'autres articles de Wikipédia) sont à choisir avec parcimonie. Créez des liens vers des articles approfondissant le sujet. Les termes génériques sans rapport avec le sujet sont à éviter, ainsi que les répétitions de liens vers un même terme.
- Les liens externes sont à placer uniquement dans une section « Liens externes », à la fin de l'article. Ces liens sont à choisir avec parcimonie suivant les règles définies. Si un lien sert de source à l'article, son insertion dans le texte est à faire par les notes de bas de page.
- La présentation des références doit suivre les conventions bibliographiques. Il est recommandé d'utiliser les modèles {{Ouvrage}}, {{Chapitre}}, {{Article}}, {{Lien web}} et/ou {{Bibliographie}}. Le mode d'édition visuel peut mettre en forme automatiquement les références.
- Insérer une infobox (cadre d'informations à droite) n'est pas obligatoire pour parachever la mise en page.

Pour une aide détaillée, merci de consulter Aide:Wikification.
Si vous pensez que ces points ont été résolus, vous pouvez retirer ce bandeau et améliorer la mise en forme d'un autre article.
La Ciudadela San Martín est un ensemble composé de deux immeubles de grande hauteur et d’un centre commercial situés dans le centre de Bogotá. La tour Sud date de 1970 et la tour Nord, de la décennie 1980,. Cette dernière est le septième bâtiment le plus haut de la ville et le douzième plus haut de Colombie.

## Emplacement
La cité se trouve dans le quartier San Martín, sur le côté est de la carrera Séptima entre les rues 32 et 33 A. À proximité se trouvent l’Édifice Seguros Fénix et, dans les environs, le parc national, le quartier La Macarena et le Musée national de Colombie.

## Architecture
Les tours qui la composent partagent certaines similitudes stylistiques, comme l’usage de la brique sur leurs façades. Mais elles présentent également des différences notables,.
La tour Sud compte 40 étages et mesure 123 mètres. Elle a été conçue dans les années 1960 par l’architecte Fernando Martínez Sanabria et inaugurée en 1970 sous le nom de Caja de Sueldos de Retiro de la Policía, car elle visait à rentabiliser les investissements de cet organisme. Au départ, l’édifice était destiné à des appartements, mais il fut rapidement loué à la chaîne Hilton, qui y ouvrit un hôtel en 1972. Pendant des décennies, le bâtiment adopta le nom de la marque et fut connu comme Hôtel Hilton Bogotá.

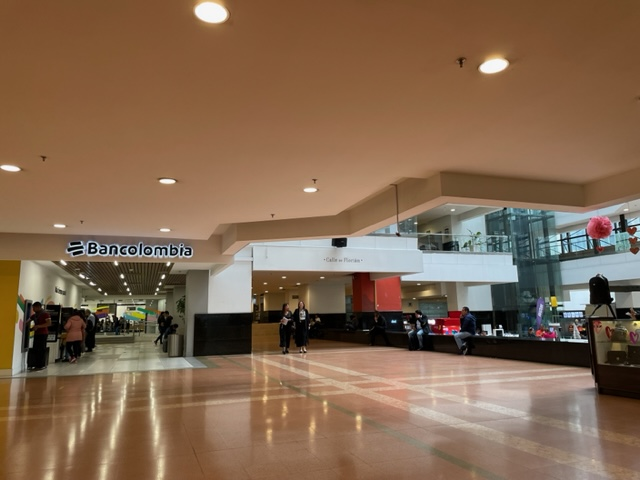
Centre commercial San Martín situé aux premiers étages des tours

La construction de la tour Nord commença en 1980 et s’acheva en 1983. Avec 47 étages et 170 mètres, elle est plus haute que la tour Sud et fut conçue par le cabinet N.I. Ripinsky, qui fut dissous après ce projet.
En 2007, les deux tours ont fait l’objet d’un processus de rénovation,. La même année, le centre commercial San Martín a ouvert ses portes, avec des commerces, une aire de restauration, une salle de sport et un supermarché.

## Galerie

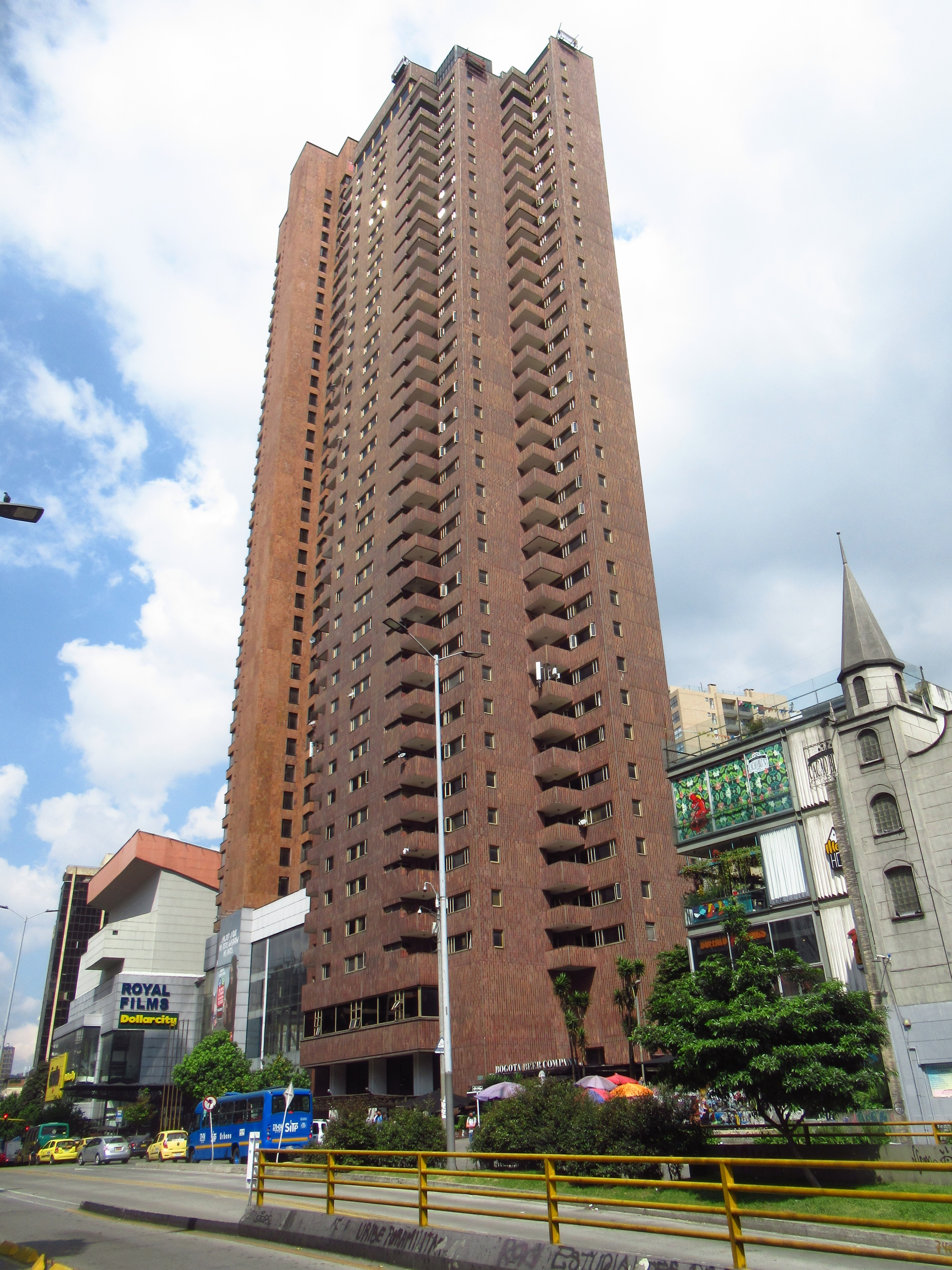
La Tour Nord (Antigua Torre Hilton)
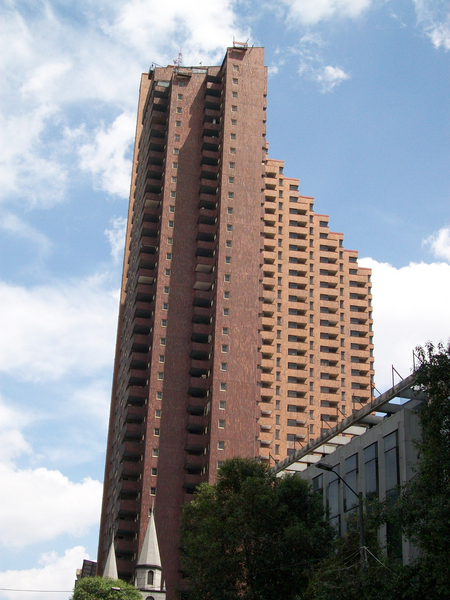
La Tour Sud